# Крупелларій

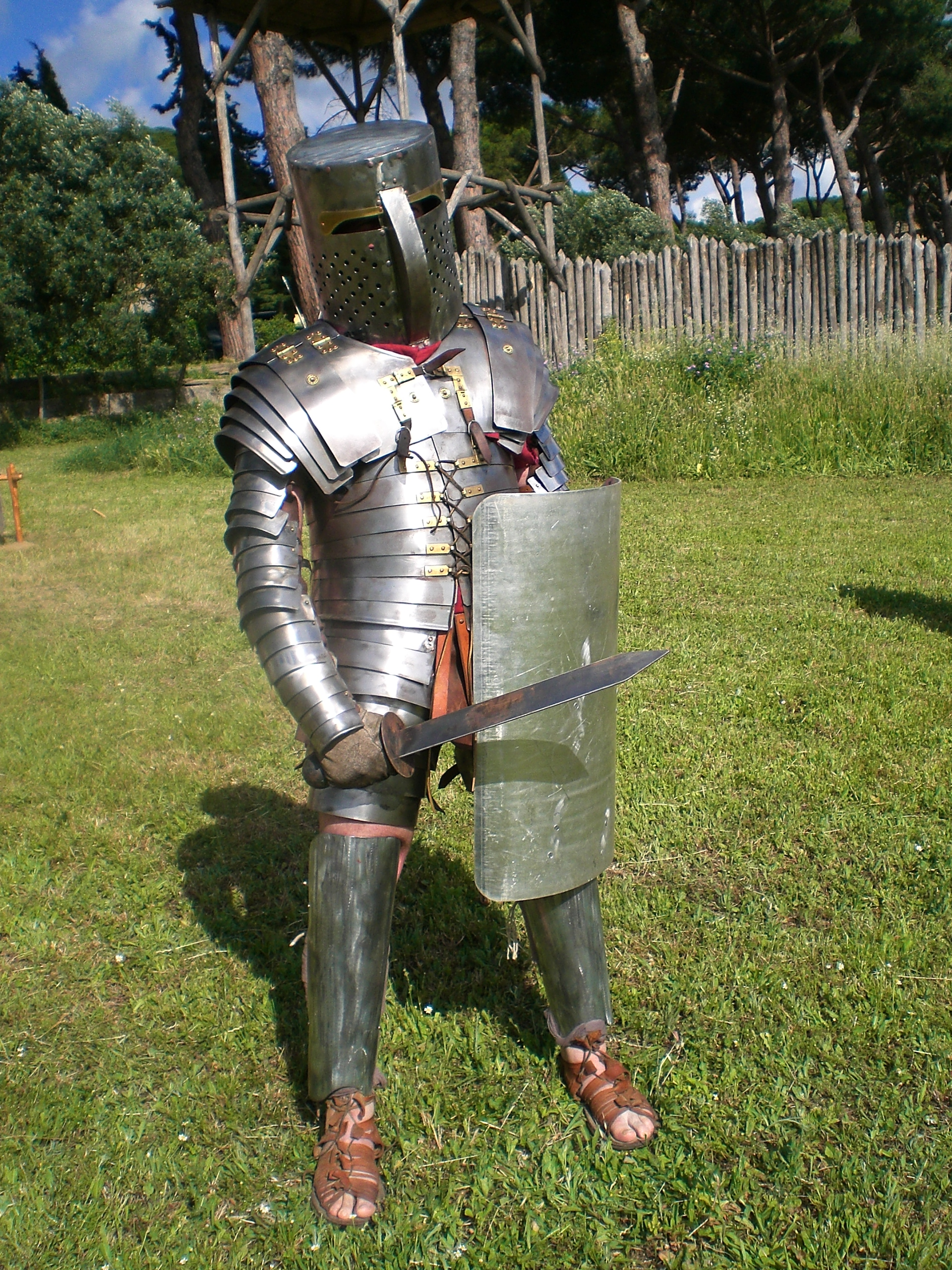
Сучасна реконструкція крупелларія заснована на статуетці з Версіньї.

Крупелла́рій або крупелля́рій (лат. crupellarius мн. crupellarii) — тип давньоримського гладіатора у важких обладунках імперських часів, початково галльського походження. Вони є погано дослідженим типом гладіаторів, невеличку згадку про крупелларіїв можна знайти лише у Тацита.

## Етимологія
Термін крупелларій має кельтське походження, від галльського дієслова crup, що означає «підтягнути», «зміцнити» і також «зробить безсилим, таким що пересувається з трудом».

## Зовнішній вигляд
Зовнішній вигляд крупелларія можна уявити завдяки знайденій у Франції, у місті Версіньї, бронзовій статуетці, датованій I-м сторіччям н. е. (зараз знаходиться у музеї Жанни д'Абовіль), яка схожа на опис крупелларіїв у Тацита. Згідно з німецьким дослідником Маркусом Юнкельманом вона дійсно зображує саме крупелларія. З іншого боку, існує припущення, що статуетка зображує андабата — гладіатора, якій бився усліпу, у глухому шоломі, який не мав щілини для огляду; оформлення шолома допускає таке трактування. Фігурка воїна одягнута у пластинчатий обладунок, схожий на легіонерський панцир лорика сегментата, пластинчаті наручні (маніка), набедреники та поножі. На голові він має шолом циліндричної форми, усіяний невеличкими отворами, схожий на середньовічний лицарський великий шолом. У сучасних реконструкціях крупелларію також додаються щит і меч, не загадані у Тацита, або меч у одній руці і кинджал у другій (графічна реконструкція Пітера Денніса для книжки «Гладіус» (англ. The Gladius)).

## Історія
Перша і єдина згадка про крупелларіїв в античних джерелах знаходиться в «Анналах» римського історика Тацита. У третій книзі твору він описує, як у 21 році н. е., під час правління другого римського імператора, Тиберія, галльські племена треверів яких очолив Юлій Флор, і едуїв, очолюваних Юлієм Сакровіром, підняли проти римлян повстання галльських боржників. Серед інших повсталих едуев Тацит згадує важко захищених галльських гладіаторів, які мали назву крупелларіїв. Вирішальна сутичка едуїв з римським військом відбулася поблизу Авґустодуна (сучасний Отен у Франції); крупелларіїв Сакровір зробив основою свого бойового порядку — вони стали у центрі попереду, усі інші розташувались обабіч і позаду. Саме крупелларії чинили найбільшій спротив римлянам, вони були настільки невразливі для зброї, що легіонерам довелося застосувати сокири і мотики (кайла) щоб їх подолати:
|                      | 43. ...Всього у нього зібралося сорок тисяч, з яких одна п'ята мала зброю римського зразка, а в решти були лише пращі, ножі і таке інше озброєння, яким користуються мисливці. До них було долучено призначених для ґладіаторських ігор рабів, за звичаєм племені закутих у щільні залізні лати; так звані крупелларії, вони були мало придатні для нападу, натомість невразливі для завдаваних ворогом ударів. … 46. …Розгром едуїв трохи затягнули латники, бо їхні обладунки не пробивалися ні списами, ні мечами; а втім, воїни, вхопивши сокири і кайла, так наче вони розвалювали мур, почали вдаряти ними по панцирах; інші за допомогою кілків та вил звалювали ці важкі брили на землю, і вони, мов мертві, нерухомо лежали на землі, без будь-яких спроб звестися. |
| — Аннали III, 43; 46 | |

Існує припущення, що Тацит мав на увазі тип гладіатора, що звався «галл», але цей гладіатор не мав дуже важкого обладунку, як і мірмілон, в якого згодом трансформувався «галл».